# Cantalapiedra
Cantalapiedra település Spanyolországban, Salamanca tartományban.  Lakosainak száma 911 fő (2024).

## Népesség
A település népessége az elmúlt években az alábbi módon változott:
| Lakosok száma | 1299 | 1239 | 1169 | 1130 | 1085 | 1039 | 1003 | 953  | 904  | 911  |
|               | 2001 | 2004 | 2007 | 2009 | 2012 | 2014 | 2017 | 2019 | 2022 | 2024 |